# Meripilus giganteus
Meripilus giganteus (Christian Hendrik Persoon, 1794 ex Petter Adolf Karsten, 1882) sin. Polyporus giganteus (Christian Hendrik Persoon, 1794 ex Elias Magnus Fries, 1815), din încrengătura Basidiomycota în familia Meripilaceae și de genul Meripilus, numit în popor buretele ursului, cocoșul pădurii sau foalele pădurii, este o ciupercă în stadiu foarte tânăr  comestibilă, saprofagă, care se dezvoltă pe lemnul în descompunere dar, de asemenea, parazită, atacând arbori deja foarte bătrâni sau râniți preponderent de fag, castan, stejar și tei, foarte rar și cei de rășinoase și provocând astfel putregaiul alb. Se găsește uneori doar în apropierea pomilor, atacând atunci rădăcinile. Crește în România, Basarabia și Bucovina de Nord în mănunchiuri impresionante prin păduri naturale de foioase și mixte, de la câmpie la munte. Apariția principală a bureților este din iulie până în noiembrie.

## Taxonomie

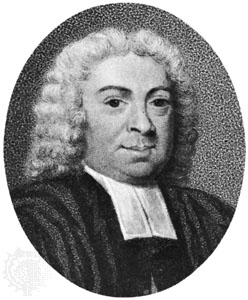
Johann Dillenius

Johann Jacob Dillen, zis Dillenius (1684-1747), unul dintre primii botaniști cu renume, a descris specia drept Agaricus multiplex în cartea sa Catalogus plantarum sponte circa Gissam nascentium din 1719.
Dar după ce încă n-a putut să se orienteze de către regulile determinate de faimosului savant Carl von Linné, onoarea de a fi creat  numele binomial a fost acordată altcuiva, anume micologului bur Christian Hendrik Persoon. Acesta a descris specia ca Boletus giganteus în volumul 1 al jurnalului Neues Magazin für die Botanik din 1794, iar marele om de știință suedez Elias Magnus Fries a transferat specia la genul Polyporus sub păstrarea epitetului, de verificat în volumul 1 al operei sale Observationes mycologicae din 1815.
 Această denumire este adesea folosită până în prezent.
În sfârșit, micologul finlandez Petter Adolf Karsten a descris un gen nou, anume Meripilus și a adăugat soiul sub numele actual (2019), totul de citit în volumul 37 al magazinului științific Bidrag till kännedom af Finlands Natur och Folk din 1882. Toate celelalte încercări de redenumire nu sunt folosite și astfel neglijabile. 

## Descriere

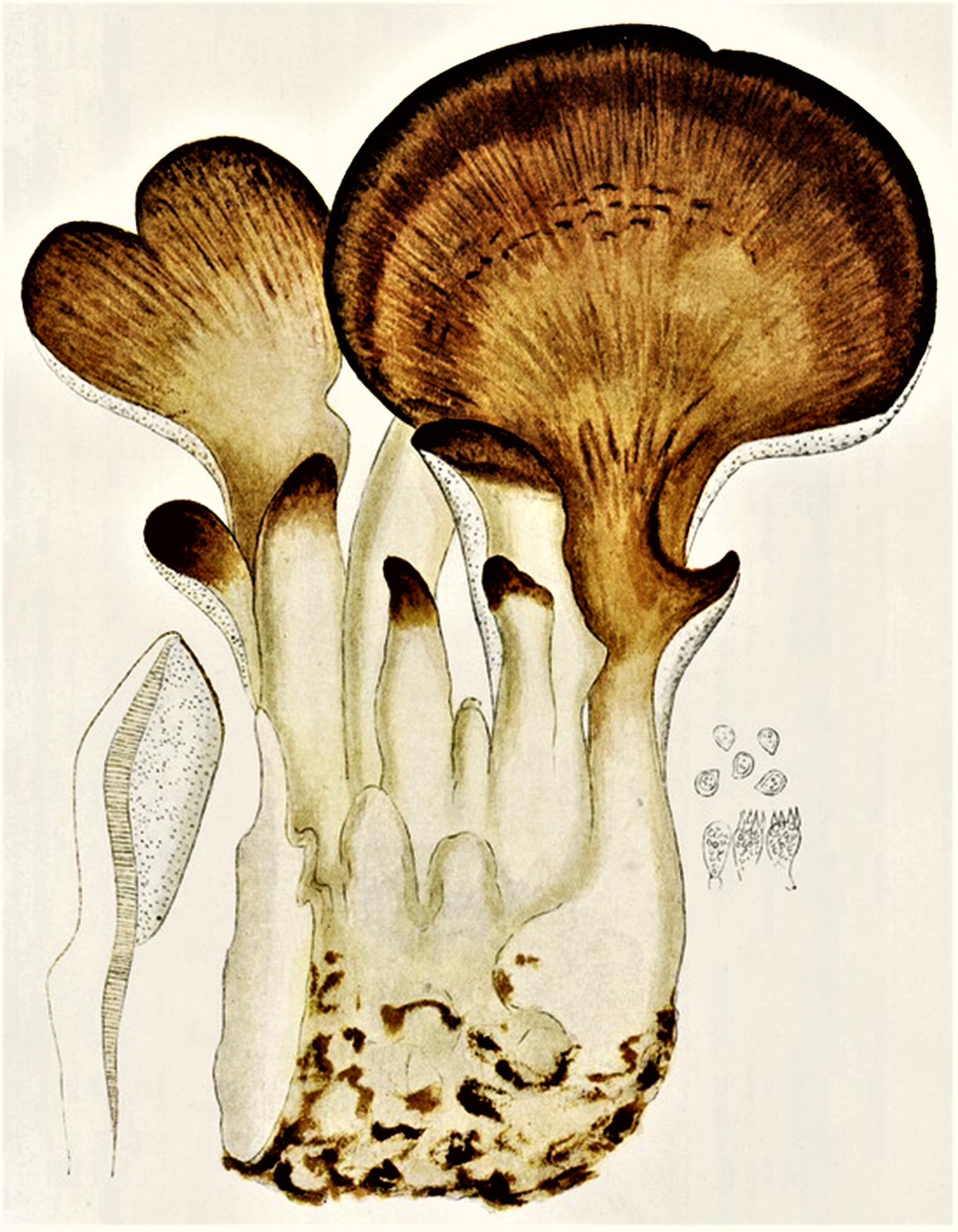
Bres.: Polyporus giganteus

- Pălăria: fragmentele individuale care se dezvoltă dintr-un trunchi comun sunt dispuse etajat, fiind parțial concrescute, din maturitate lobate, în formă de evantai, scoică sau semicirculare, având o mărime de 5-20 cm și o grosime de până la 4 cm. Marginile sunt subțiri, cu vârsta ondulate și negricioase. Lateral, segmentele se restrâng într-o secțiune scurtă asemănător unei tije. Mărimea totală poate atinge un diametru de peste un metru și o greutate de mai mult de 30 kilograme. Suprafața este fin catifelată în tinerețe, devenind la maturitate concentric zonată, acoperită de fibrile dispuse radiar și la bătrânețe central adesea goală, la margine granulată și spre bază încrețită. Se înnegrește la atingere sau cu vârsta. Coloritul este inițial albicios-gălbui până palid maroniu, ulterior, ocru-maroniu, ruginiu, castaniu sau brun-roșcat, marginea fiind mai deschisă, bej-gălbuie. Pe vreme uscată, pălăriile tind să se decoloreze.
- Tuburile: se dezvoltă de abia târziu în evoluția ciupercii, fiind cu 4-6 mm destul de scurte, nedetașabile de pălărie și albe.
- Porii: decurenți la segmentele piciorului sunt foarte mici (se pot găsi 3-6 din ei pe milimetru pătrat), rotunzi, albicioși până alb-gălbui. Se înnegresc imediat prin apăsare.
- Piciorul: nu există un picior propriu zis. Din pedunculul bazal alb, mare și bulbos (atinge nu rar grosimea unei pulpe) răsară tulpini îndoite, de multe ori descentrate și ramificate, albuie, adesea maroniu punctate care se leagă lateral cu pălăriile.
- Carnea: este consistentă, doar în stadiu foarte tânăr mai moale și suculentă, devenind tot mai fibroasă, pieloasă, pe timp uscat și lemnoasă cu avansarea la vârstă. Coloritul alb trece la roșiatic, apoi negricios dacă ciuperca este tăiată. Mirosul care se pierde la bătrânețe este aromatic de ciuperci, gustul fiind plăcut cât ciuperca este tânără, dar acidulat și amar la ciuperca matură. Bazidiocarpii sunt atacați de larvele unor diptere și lepidoptere, în special de moliile adevărate (Tineidae).[3][4][5]
- Caracteristici microscopice: are spori mici, netezi, aproape globuloși, granulați în interior, hialini (translucizi), amiloizi (ce înseamnă colorabilitatea structurilor tisulare folosind reactivi de iod) și au o mărime de 5,5 x 6,5 x 5-5,5 microni. Pulberea lor este albă. Basidiile cu 4 sterigme fiecare sunt umflat clavate și capitate, măsurând 14-20 x 8-10 microni.[10]
- Reacții chimice: Carnea și porii se colorează cu formol după câteva minute roșu-portocaliu.[11]

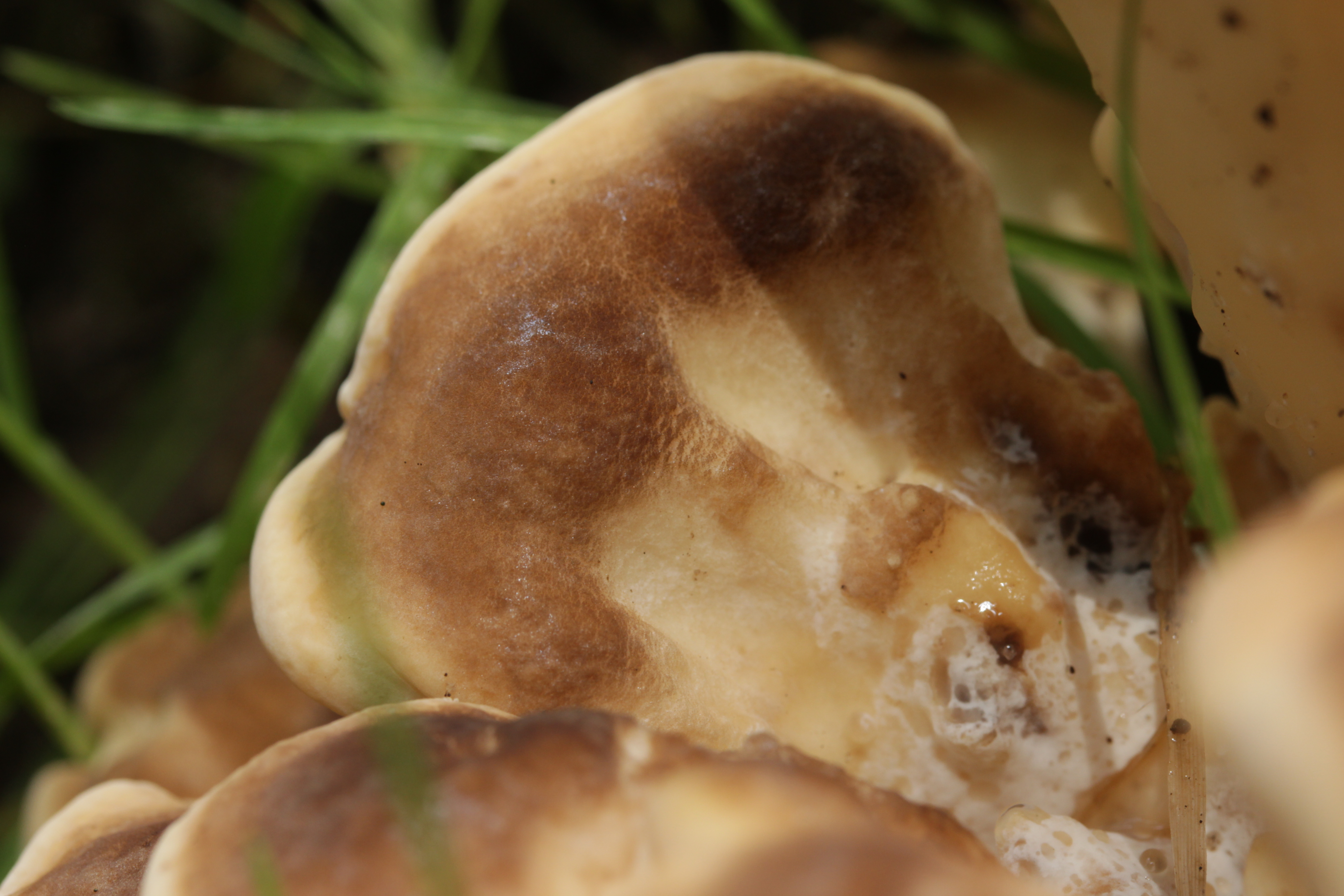
M. giganteus din apropiere
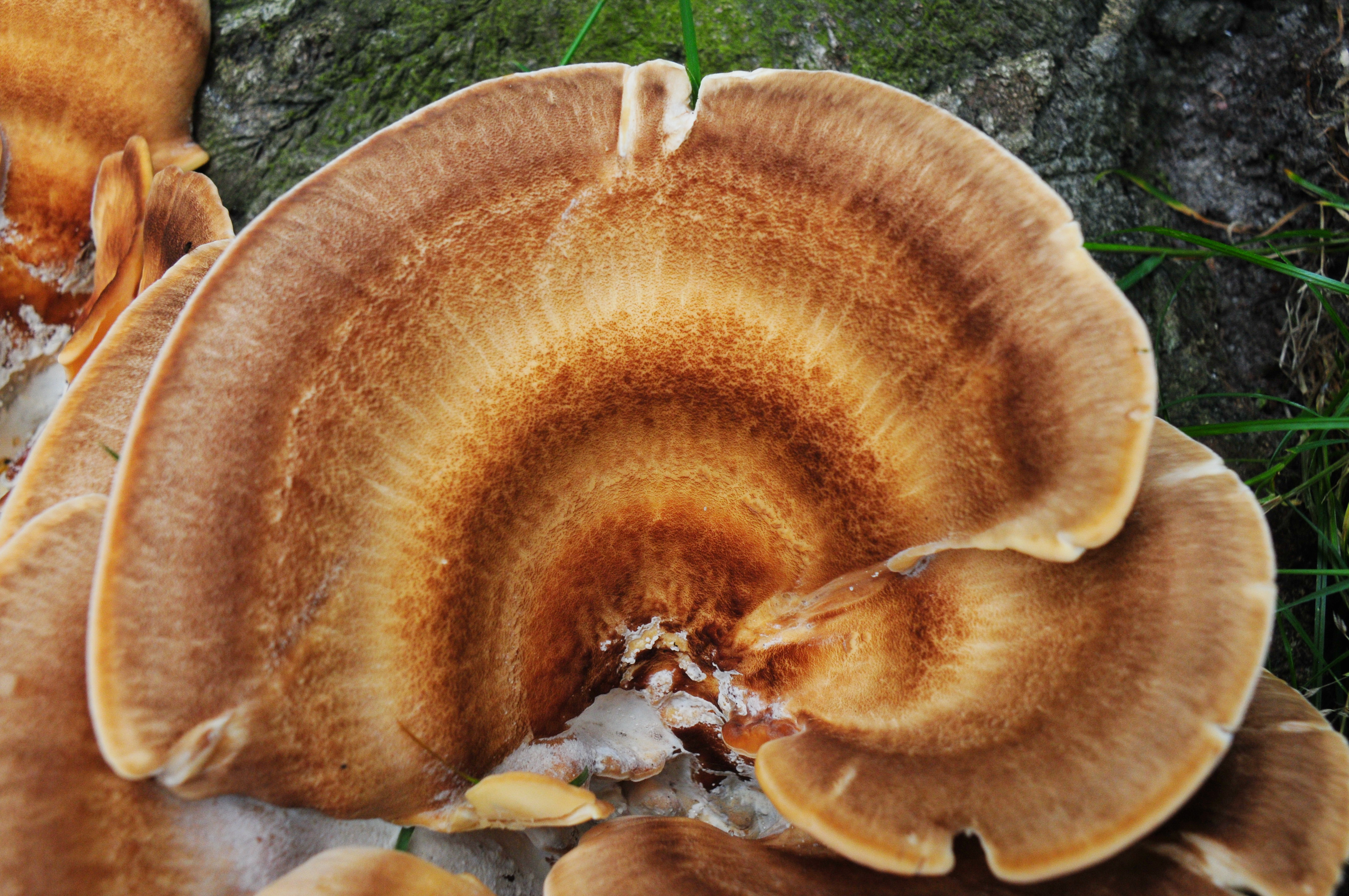
M. giganteus, pălărie
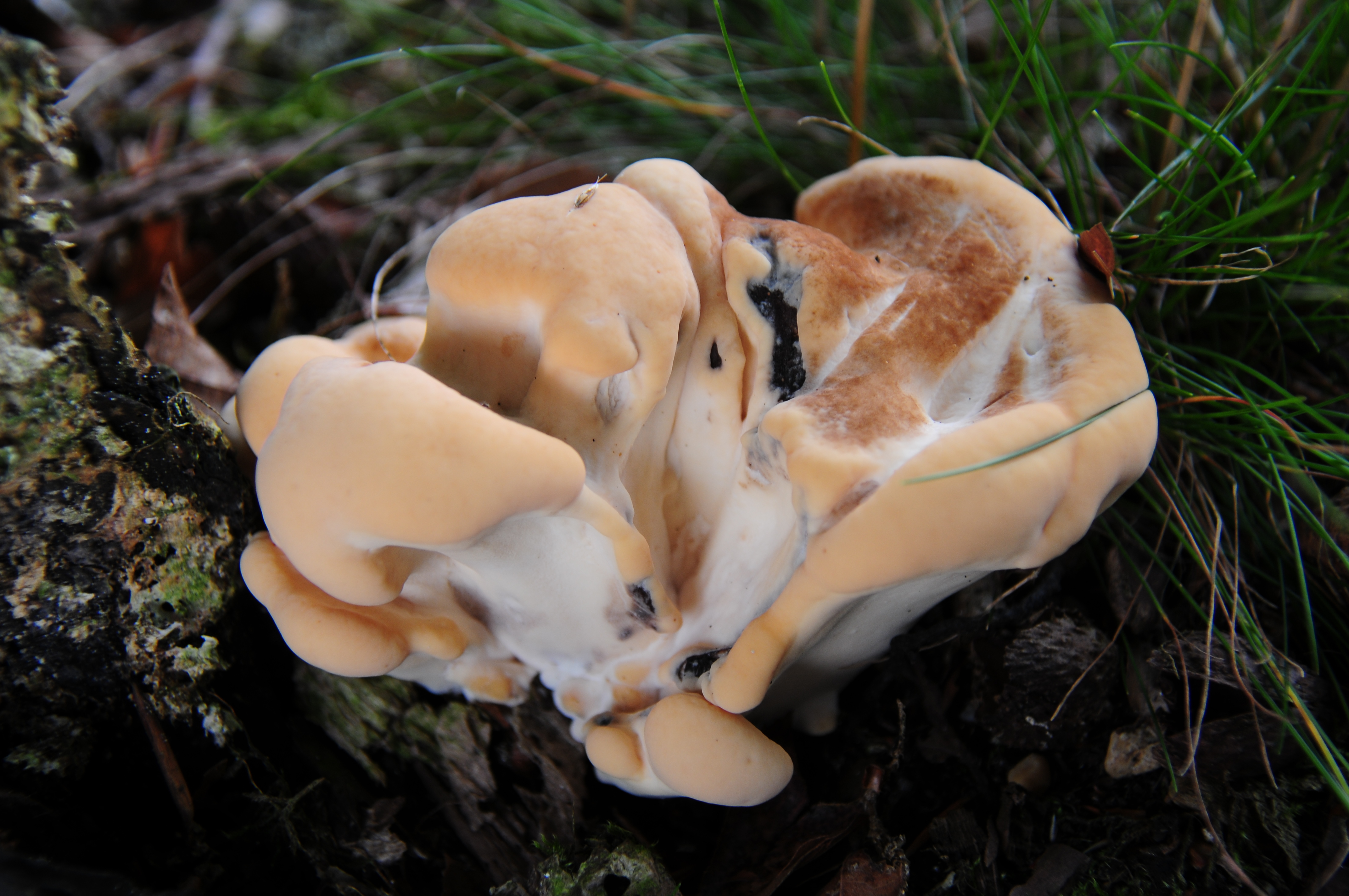
M. giganteus foarte tineri
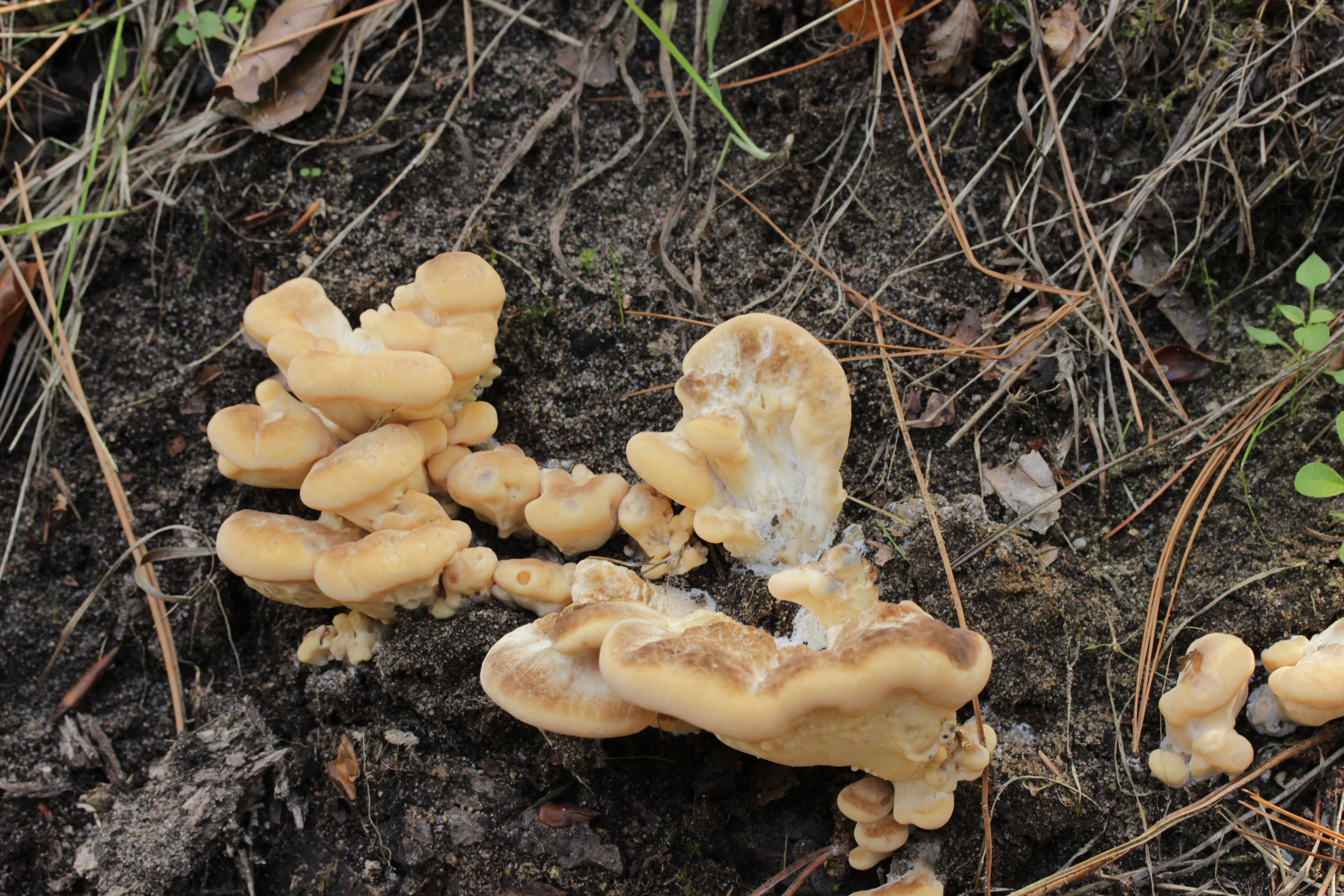
M. giganteus mai tineri
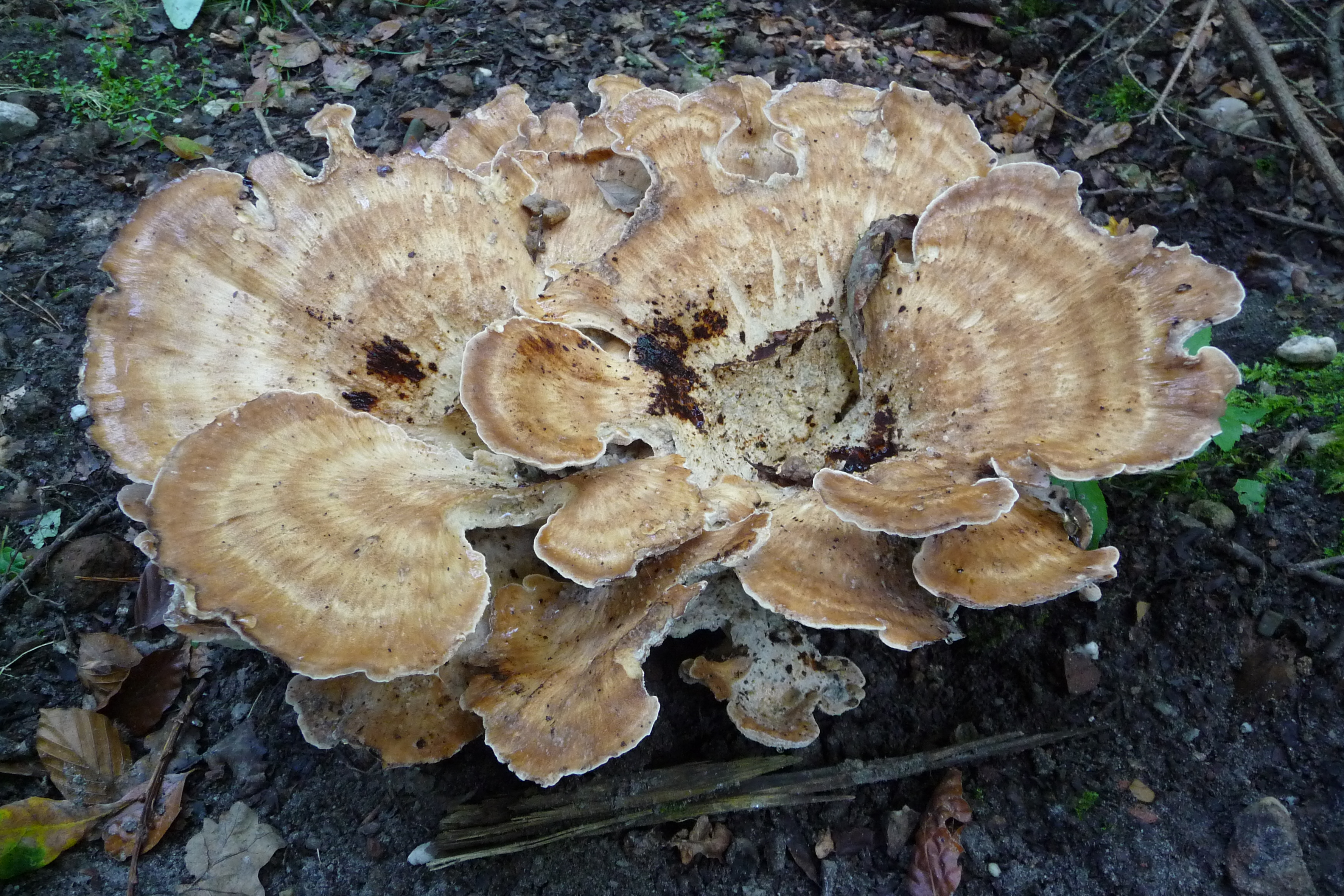
M. giganteus bătrâni

## Confuzii
Datorită aspectului său cocoșul pădurii poate fi confundat doar cu puține alte specii neotrăvitoare cum sunt: Bjerkandera adusta (necomestibil), Bondarzewia berkeleyi ((necomestibil, nu se înnegrește dacă este rănită, are pori mult mai mari), Bondarzewia mesenterica sin. montana (necomestibil, iute, nu se înnegrește dacă este rănit), Grifola frondosa (comestibil), Grifola intybacea sin. Polyporus intybaceus (comestibil), Jahnoporus hirtus (necomestibil  iute și amar), Polyporus squamosus (comestibil), Polyporus umbellatus (comestibil), Trametes hirsuta (necomestibil) sau Trametes versicolor (necomestibil).

## Specii asemănătoare în imagini

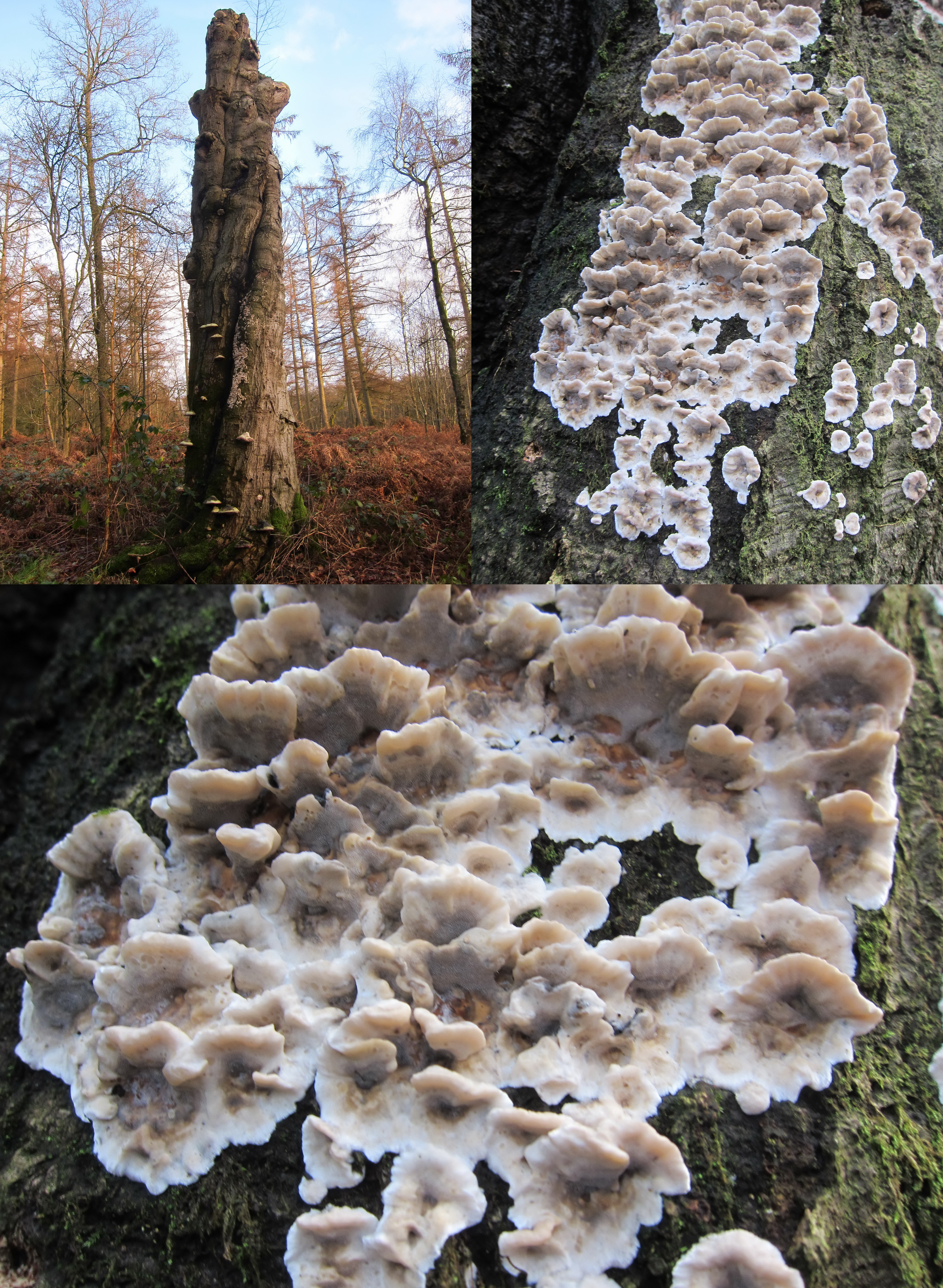
!Bjerkandera adusta!
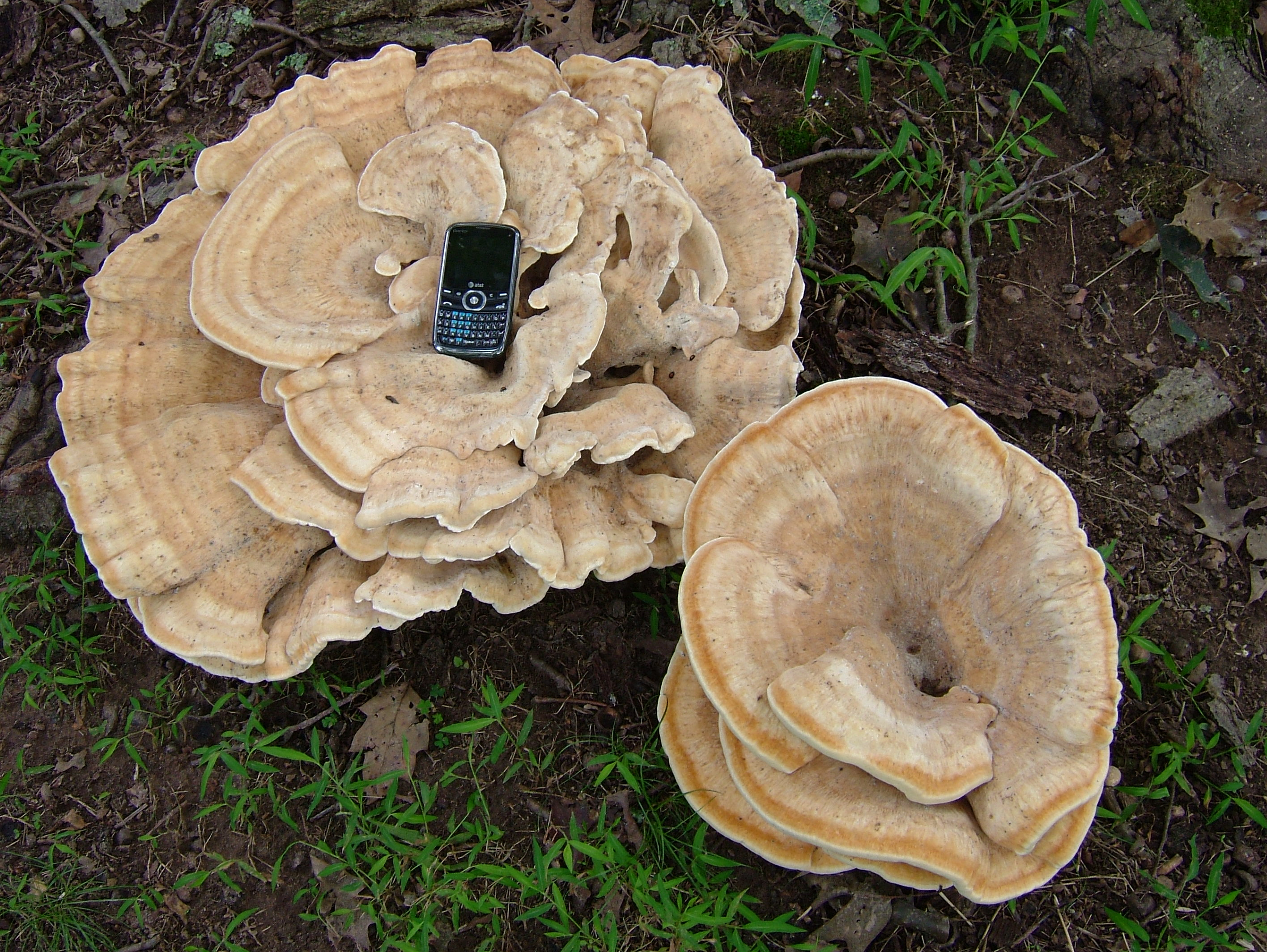
!Bondarzewia berkeleyi!
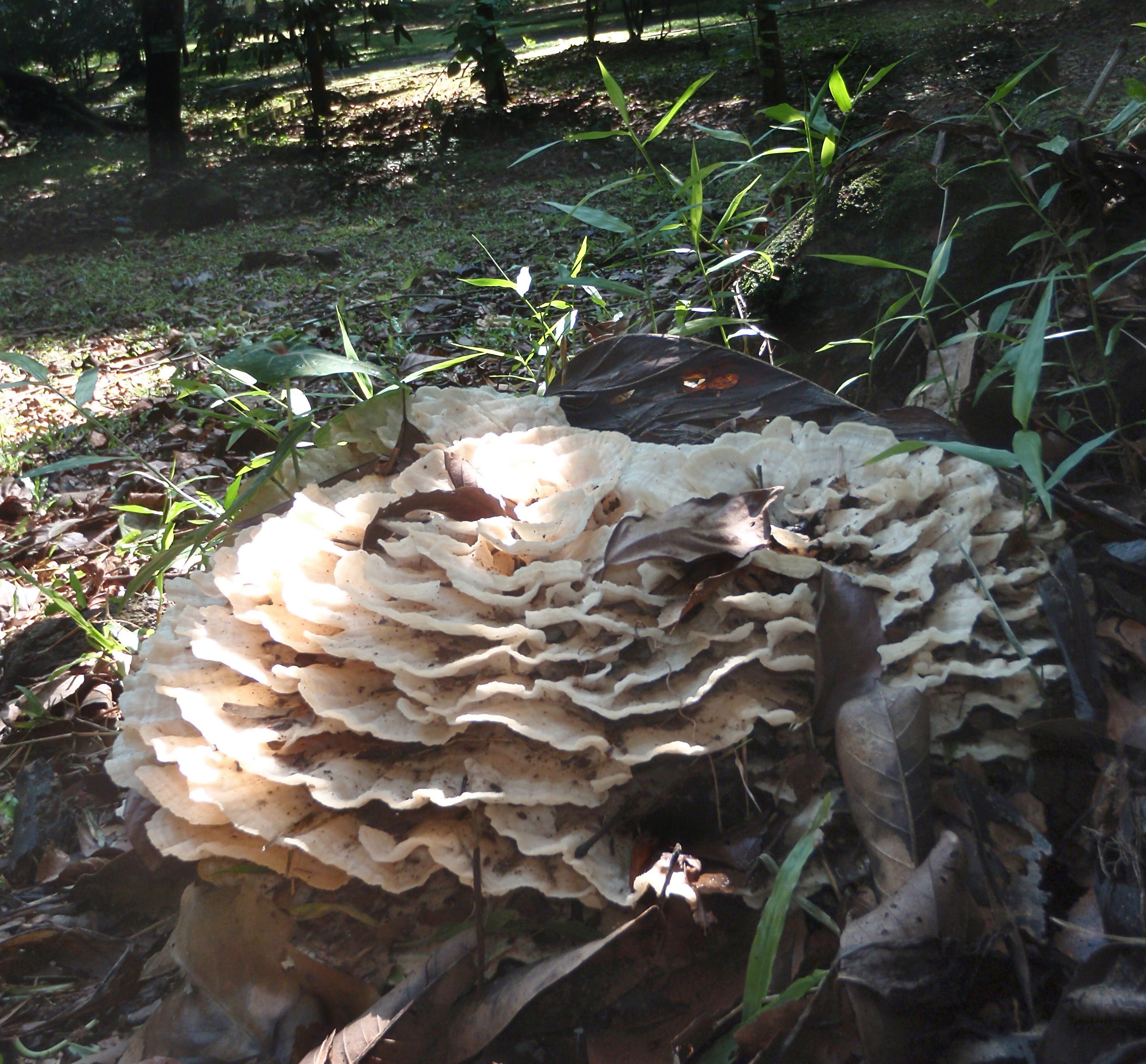
!Bondarzewia mesenterica sin montana!
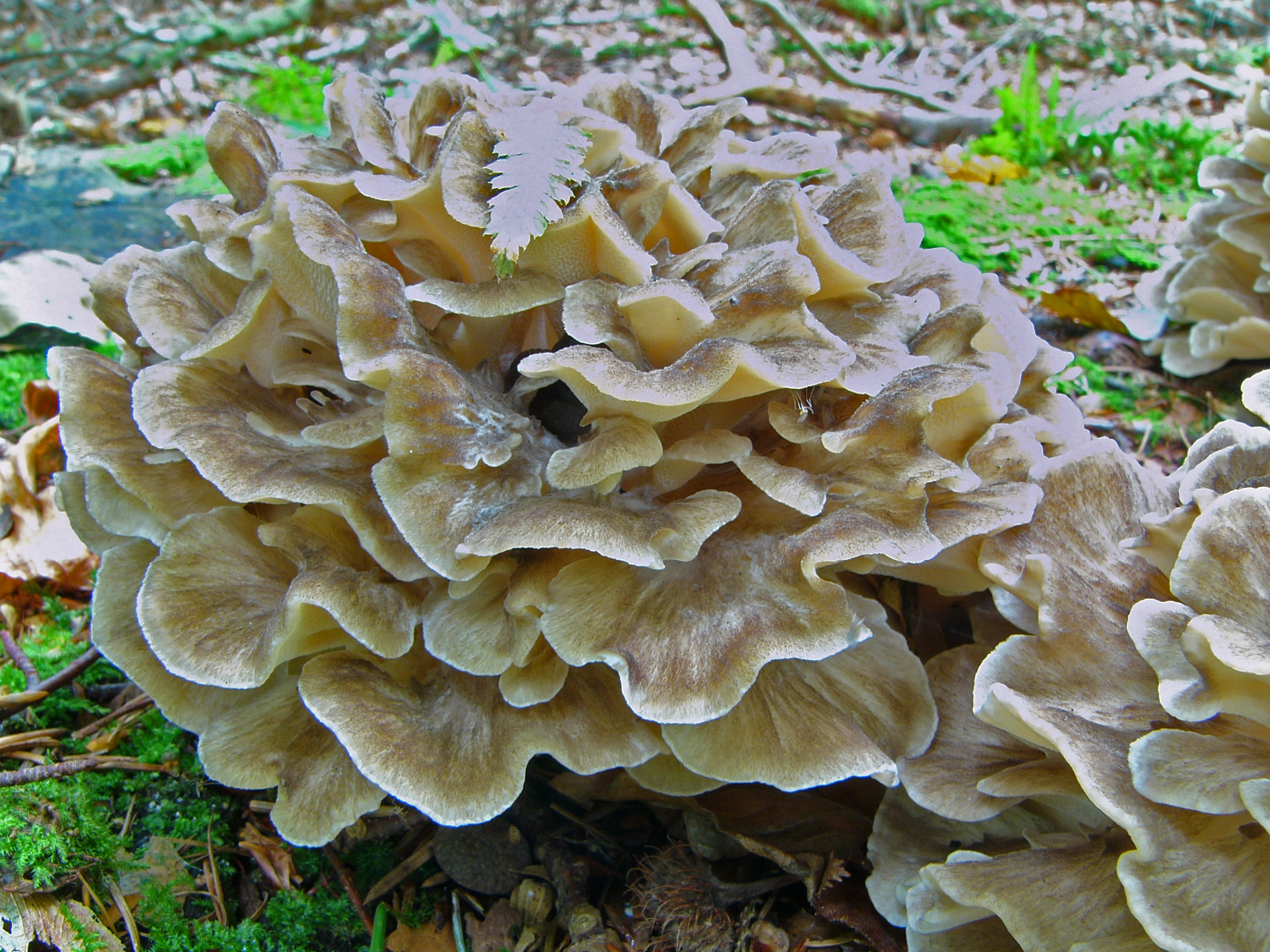
Grifola frondosa
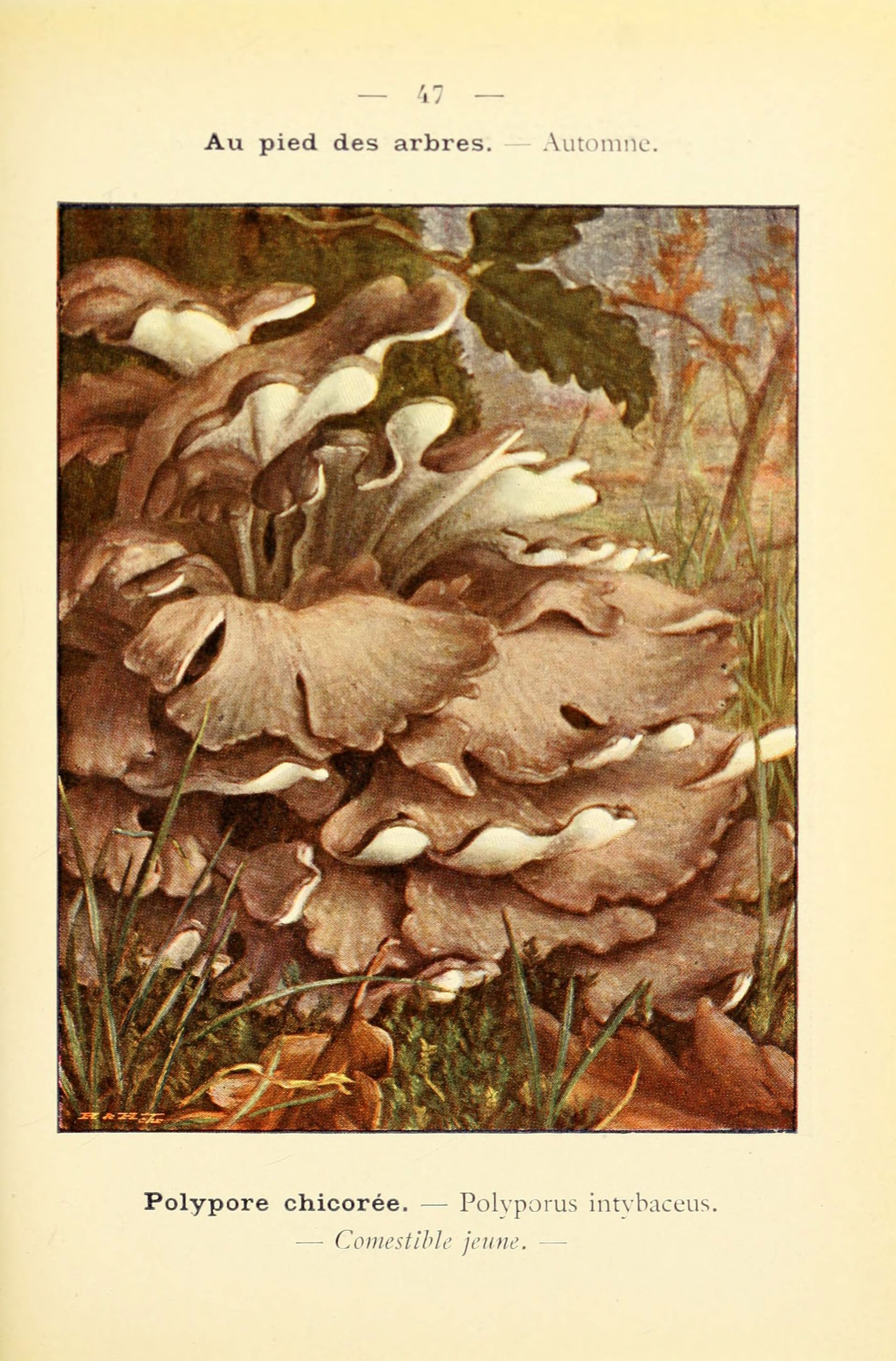
Grifola intybacea sin.Polyporus intibacesus
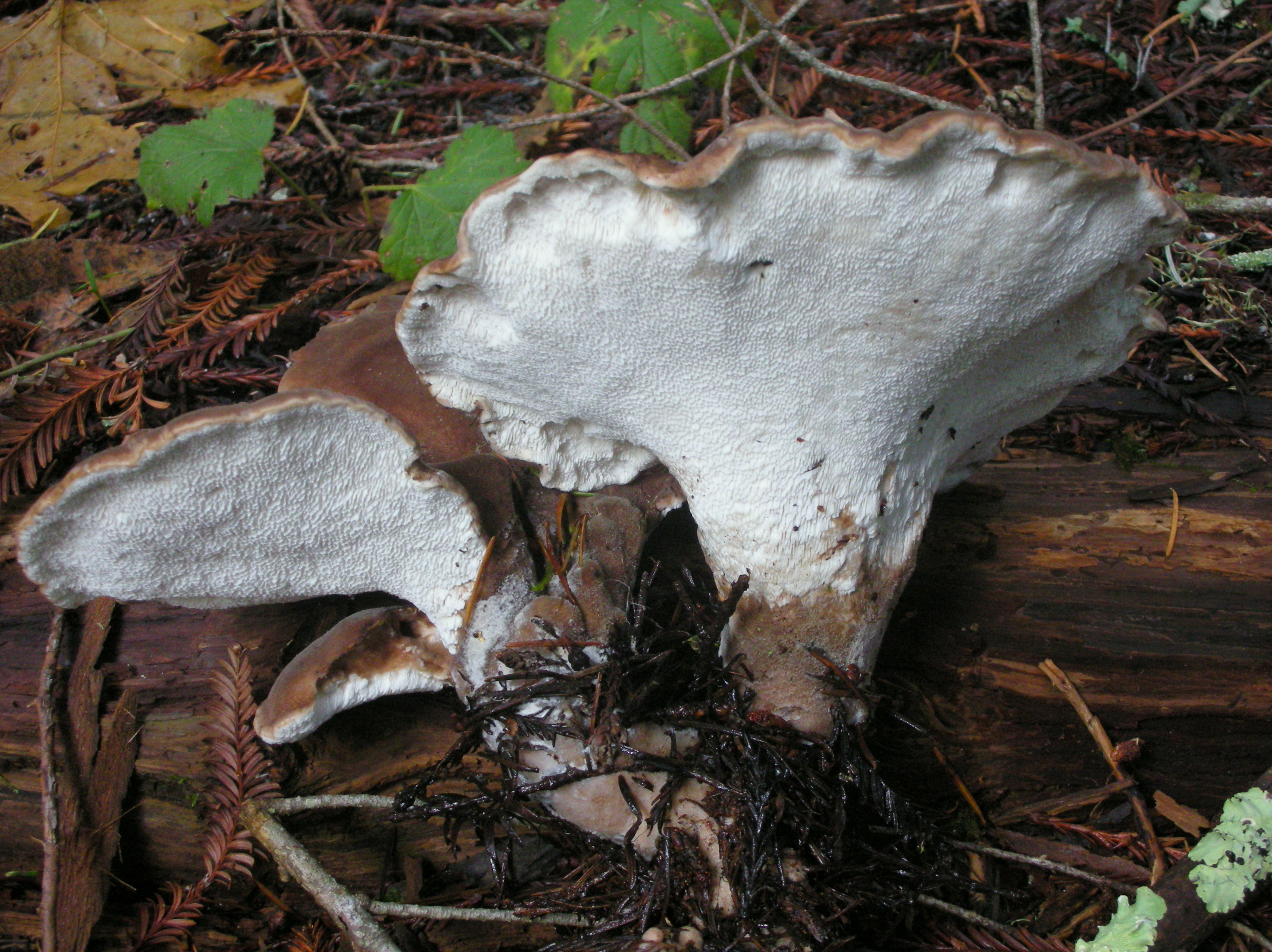
!Jahnoporus hirtus!
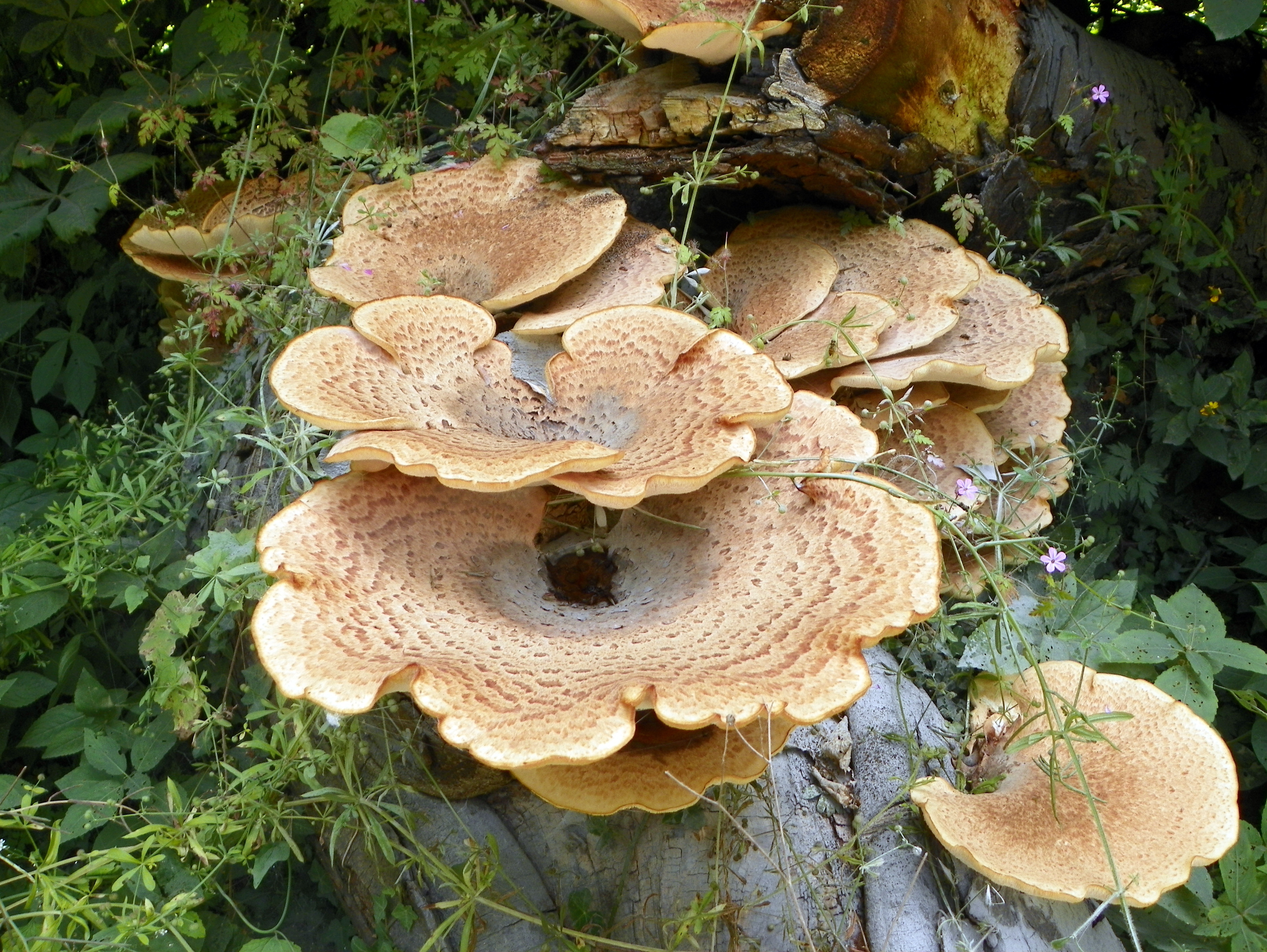
Polyporus squamosus
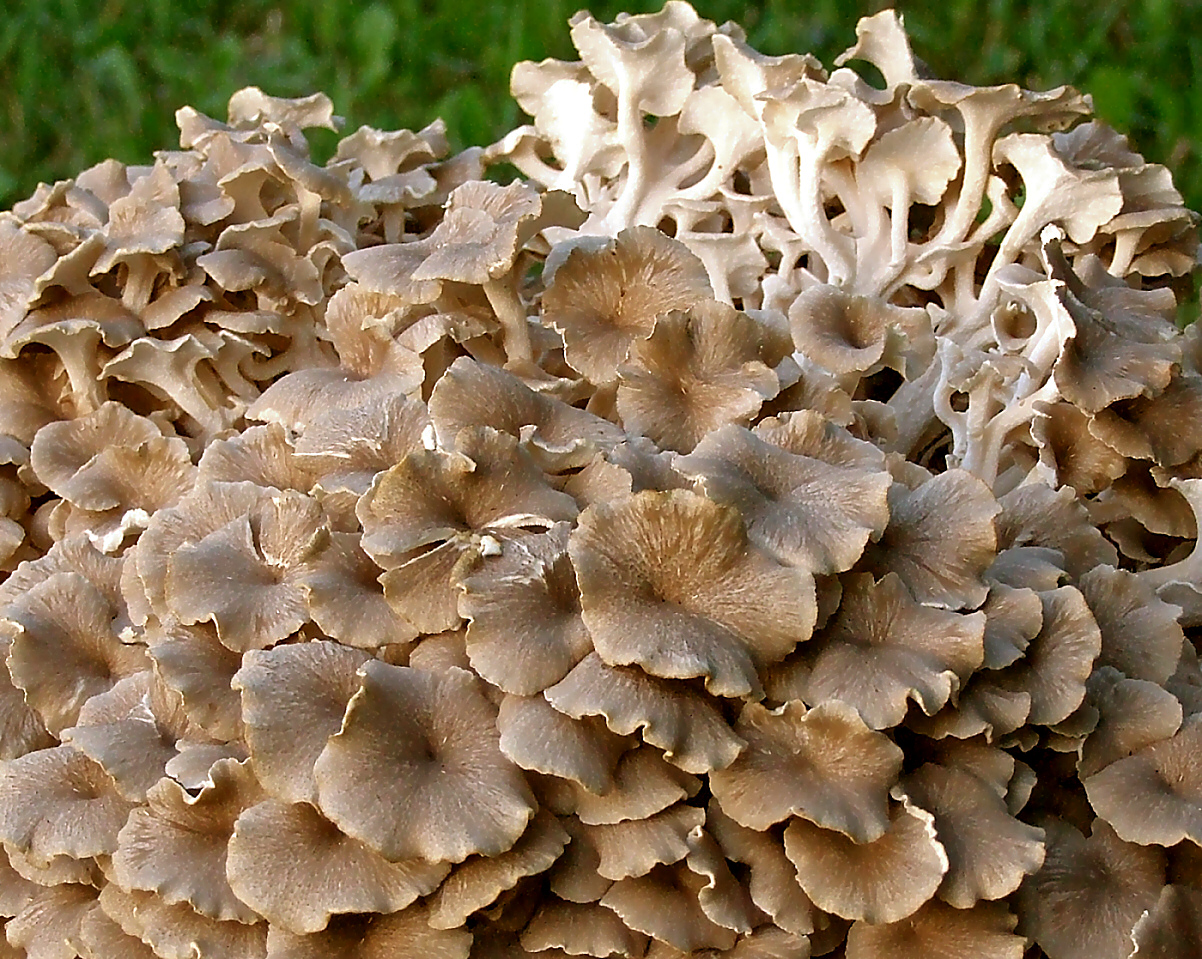
Polyporus umbellatus
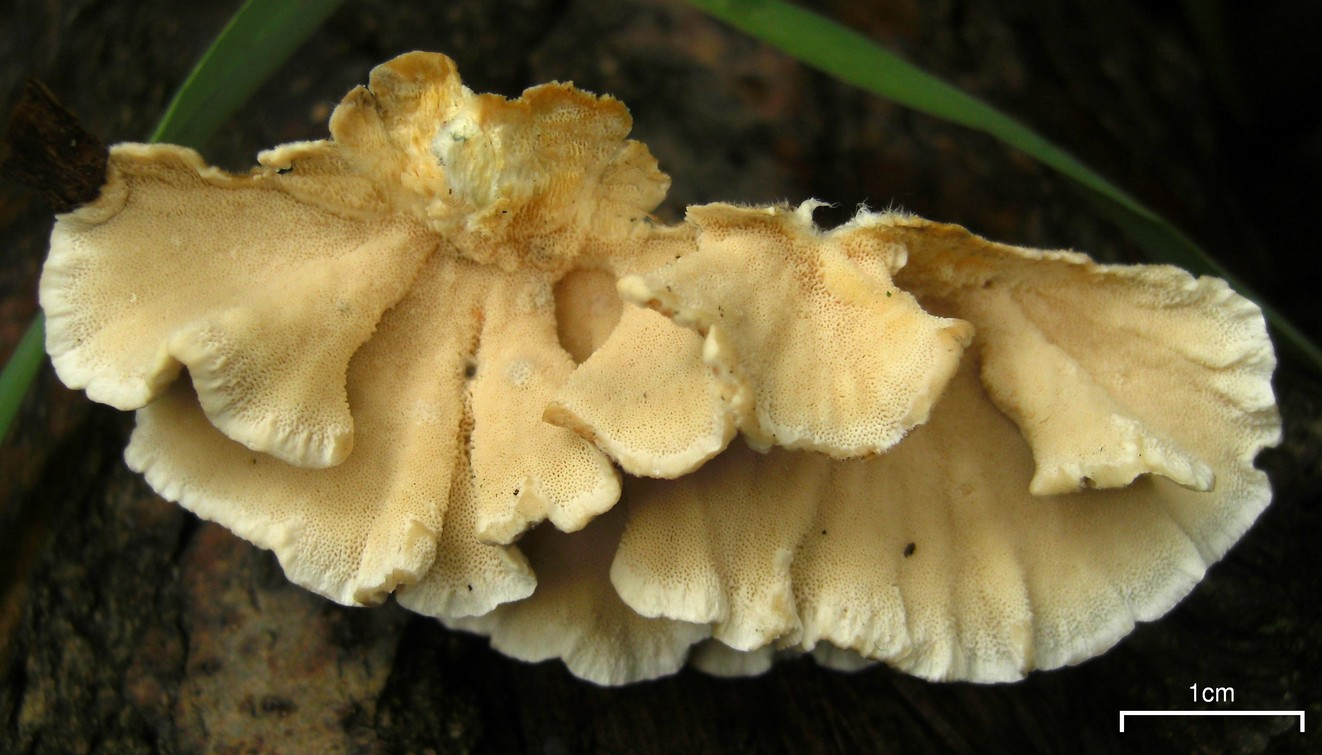
!Trametes hirsuta!
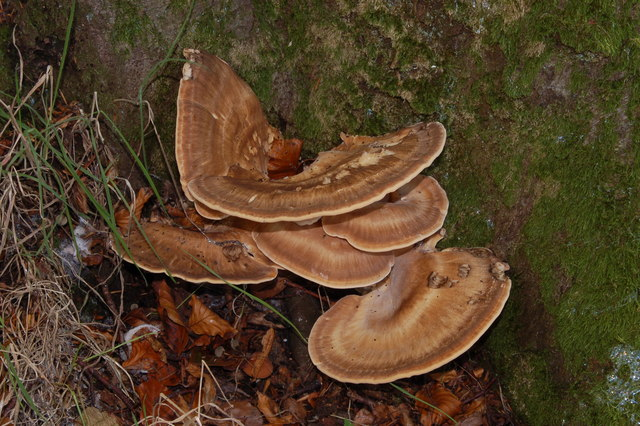
!Trametes versicolor!

## Valorificare
Buretele ursului este de consumat numai în stadiu foarte tânăr, pentru că devine repede tare fibros si pielos, uneori, chiar lemnos. Poate fi preparat ca Pleurotus ostreatus (păstrăvul de fag), sau, de exemplu, în combinație cu șuncă afumată și cognac, ca Polyporus umbellatus (bureții iepurești), fiind însă de calitate mai scăzută. Mai departe, ciuprcile se pot tăia în cubulețe și prăjite cu slănină afumată.
S-a dovedit, că extractul de metanol din această ciupercă conține compuși care sunt semnificativ citotoxici pentru linia de celule de cancer de șoarece 3LL.